# Gwiazdozbiór Woźnicy
Gwiazdozbiór Woźnicy (w astronomii, astrologii zwykle: Woźnica, łac. Auriga, dop. Aurigae, skrót Aur) – wyraźny gwiazdozbiór nieba północnego, 21. co do wielkości, stosunkowo łatwy do znalezienia w obszarze Drogi Mlecznej, znany już w starożytności. Liczba gwiazd dostrzegalnych nieuzbrojonym okiem: około 90. W Polsce widoczny od jesieni do wiosny. Jego najjaśniejsza gwiazda, Kapella nazywana także Kozą, wiązana z mityczną kozą Amalteją.

## Mity i legendy
Postacią przedstawioną w tym gwiazdozbiorze jest woźnica, który w prawej ręce dzierży bat, a w lewej ręce trzyma kozę z koźlętami. Istnieje wiele mitów związanych z tą postacią. Jeden z nich wskazuje, że trzymana przez Woźnicę koza to Amalteja, której mlekiem był karmiony mały Zeus. Inny mit utożsamia postać woźnicy z Erichtoniosem, który był synem boga ognia i sztuki kowalskiej Hefajstosa. Miał on wynaleźć wiele rzeczy ułatwiających ludziom życie codzienne; między innymi wóz konny oraz pług. Jego pomysłowość zyskała takie uznanie wśród bogów, że postanowili go uwiecznić w postaci nawiązującej do pierwszej z tych nowinek technicznych. Cztery najjaśniejsze gwiazdy konstelacji tworzą charakterystyczną figurę podobną do latawca. Kolejna interpretacja nawiązuje do postaci Myrtilosa, syna Hermesa i zarazem woźnicy króla Ojnomaosa. Myrtilos kochał się bez wzajemności w królewskiej córce Hippodamecji. Został zabity przez jej wybranka Pelopsa za próbę gwałtu na niej. Hermes umieścił swego syna między gwiazdami właśnie jako Woźnicę. Według kolejnej konstelacja przedstawia Faetona, syna greckiego boga Słońca Heliosa. Helios wyjeżdżał codziennie swym ognistym powozem na niebo, aby dostarczyć światło Ziemi. Nad ciągnącymi rydwan, dzikimi rumakami nikt oprócz niego nie był w stanie zapanować. Nie potrafił tego nawet Featon, który mimo próśb i przestróg ojca wybrał się na przejażdżkę. Rumaki poniosły i ognisty powóz zwalił się z nieba pozostawiając za sobą blado świecącą smugę – Drogę Mleczną (jak widać – co do pochodzenia Drogi Mlecznej także nie było zgody wśród starożytnych).

## Gwiazdy Woźnicy
Najjaśniejsze gwiazdy tworzą pięciokąt, chociaż wysunięta najdalej na południe gwiazda tej figury od starożytności jest dzielona z Bykiem (należy „graficznie” do obu gwiazdozbiorów), a zawodowi astronomowie oficjalnie przyznali ją Bykowi.
- Kapella (Alfa Aurigae) – układ wielokrotny, w którym dominuje gwiazda spektroskopowo podwójna, której przez wiele lat nie udało się rozdzielić za pomocą teleskopów. Dokonano tego dopiero za pomocą Kosmicznego Teleskopu Hubble’a.
- Menkalinan (Beta Aurigae) to układ potrójny, spośród których dwa pierwsze składniki tworzą układ podwójny typu Algol i obiegają wspólny środek ciężkości z okresem wynoszącym 3,96 dnia. Cały układ oddalony jest od Słońca o około 81 lat świetlnych.
- Omega Aurigae – układ podwójny wizualny, którego składniki oddalone są od siebie 0 5,4″ łuku. Układ ten oddalony jest od Słońca o około 170 lat świetlnych.
- Jedną z ciekawych gwiazd zmiennych gwiazdozbioru jest Epsilon Aurigae. Niektóre starsze hipotezy przyjmowały, że jeden ze składników tego systemu był największą znaną nam gwiazdą we wszechświecie, o średnicy równej odległości Saturna od Słońca, obecnie uznaje się, że jest to mniejszy obiekt otoczony przez gęsty i rozległy obłok materii.

## Interesujące obiekty
Trzy bliźniacze gromady otwarte M 36 (NGC 1960), M 37 (NGC 2099) oraz M 38 (NGC 1912) – zostały odkryte przez Giovanniego Batistę Hodiernę przed rokiem 1654. Są to doskonałe obiekty do obserwacji przez lornetkę – ich jasność widzialna to odpowiednio 6,3, 6,2 i 7,4 m. Dużo mniejsza, za to bogata i skondensowana gromada NGC 1907 leży w tym samym polu widzenia.
IC 410 to mgławica emisyjna, której gaz jest wzbudzany do fluorescencji przez gwiazdy stowarzyszonej z nią gromady otwartej NGC 1893. W teleskopie wygląda jak nieco grubsza wersja znanej Mgławicy Półksiężyc w Łabędziu.
IC 405 – spektakularny liliowy odcień Mgławicy Płonąca Gwiazda jest wynikiem zmieszania czerwonego i niebieskiego światła emitowanego przez gwiazdę AE Woźnicy, odbitego w kierunku Ziemi przez otaczający ją pył. Jest ona oddalona od nas o około 1,5 tysięcy lat świetlnych.

## Roje meteorów
W gwiazdozbiorze od 25 sierpnia do 6 września można podziwiać meteory pochodzące z roju Aurygidy, z maksimum przypadającym pierwszego września. Radiant znajduje się w pobliżu Kapelli. Poza miastem, przy bezchmurnym niebie, możemy spodziewać się 10 zjawisk w ciągu godziny. Prędkość, z jaką meteory przelatują przez ziemską atmosferę, wynosi około 66 km/s, a więc należą do jednych z najszybszych. Obiektem macierzystym roju Aurygidów jest kometa C/1911 N1 (Kiess), odkryta przez Carla Kiessa 6 lipca 1911 roku. Między 11 grudnia a 21 stycznia można obserwować Zeta Aurygidy, których maksimum przypada 31 grudnia. Kolejny rój pojawiający się w tej konstelacji to rój Delta Aurygidy, który można obserwować od 22 września do 23 października, z maksimum przypadającym w dniach 6–15 października.